# マセラティ・クアトロポルテ

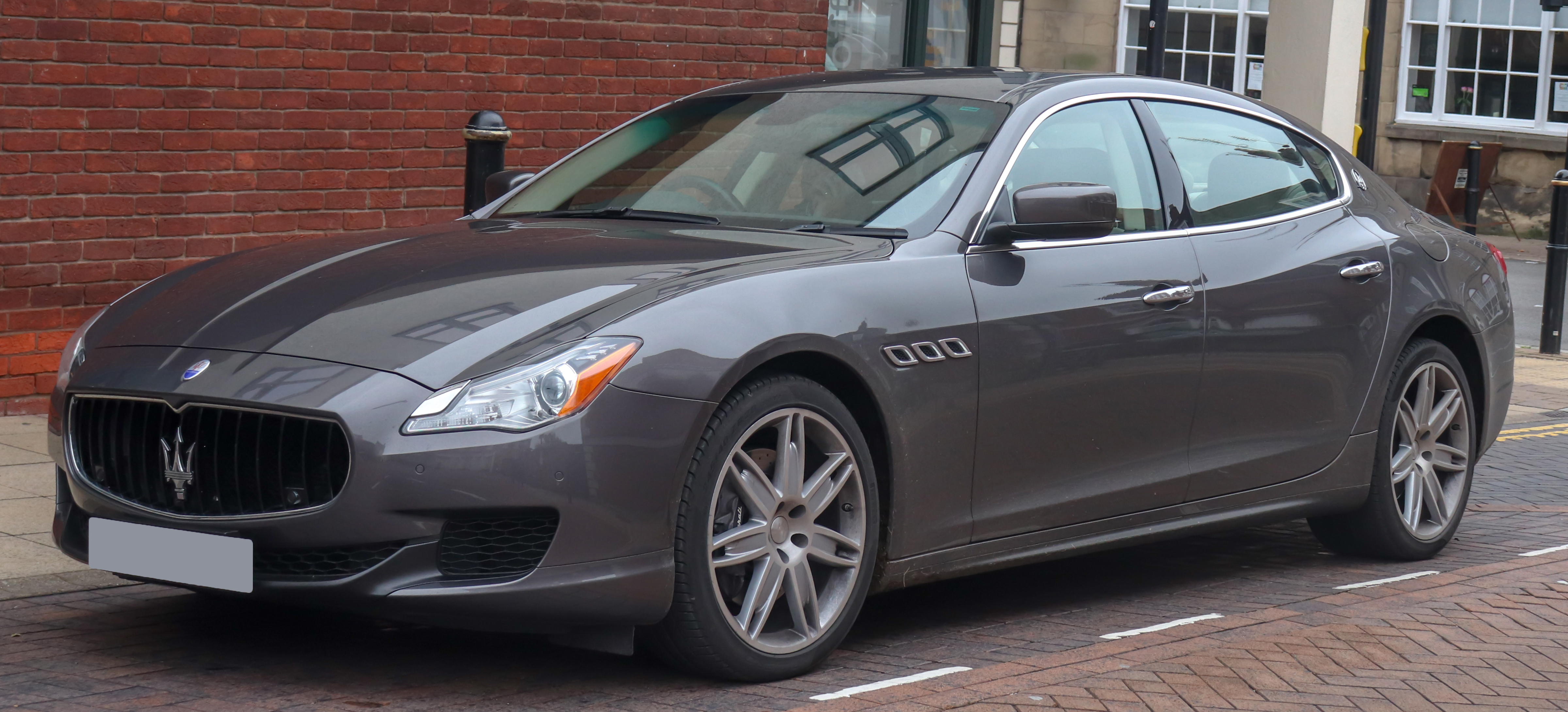
6代目（2013年）

クアトロポルテ（Quattroporte ）は、イタリアのマセラティが生産するFセグメントに属するラグジュアリーサルーン。スポーツ走行時の性能と、サルーンの快適性を両立させることを目標に開発されたセダンであり、同社のフラッグシップ車でもある。
1963年に初代モデルが発売され、2013年に発売された現行型は6代目にあたる。
車名はイタリア語で「4, 4つの」を意味する「クアトロ」と「扉、門」の複数形を意味する「ポルテ」とを組み合わせできた複合語で、ボディ形状である「4ドア」の意味。

## 初代（1963–1969年）

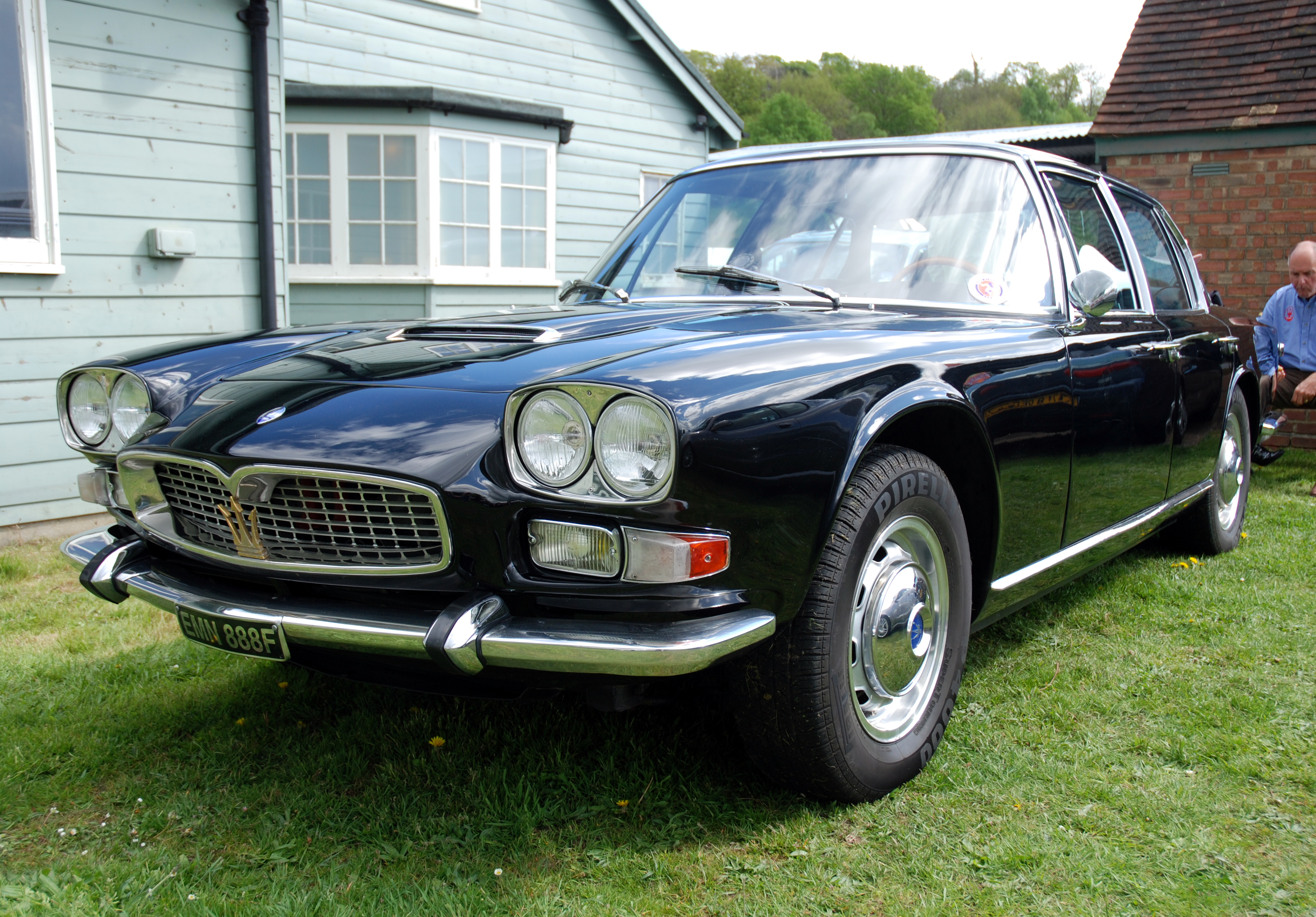
初代

初代はカロッツェリア・ピエトロ・フルアがデザインしたボディに、4,100cc/256馬力エンジンを搭載した最高速度230km/hのスーパースポーツサルーンとして、1963年のトリノ・ショーでデビューした。
1966年までに230台が生産されたところでエンジンが4,700cc/295馬力に強化され、引き続き1969年の生産終了までに約500台が生産された。4ドアのイタリアン・スーパーカーとして、イソ・リヴォルタ・フィディアとともにユニークな存在であった。
日本にも当時のディーラー・新東洋企業により数台が輸入された。

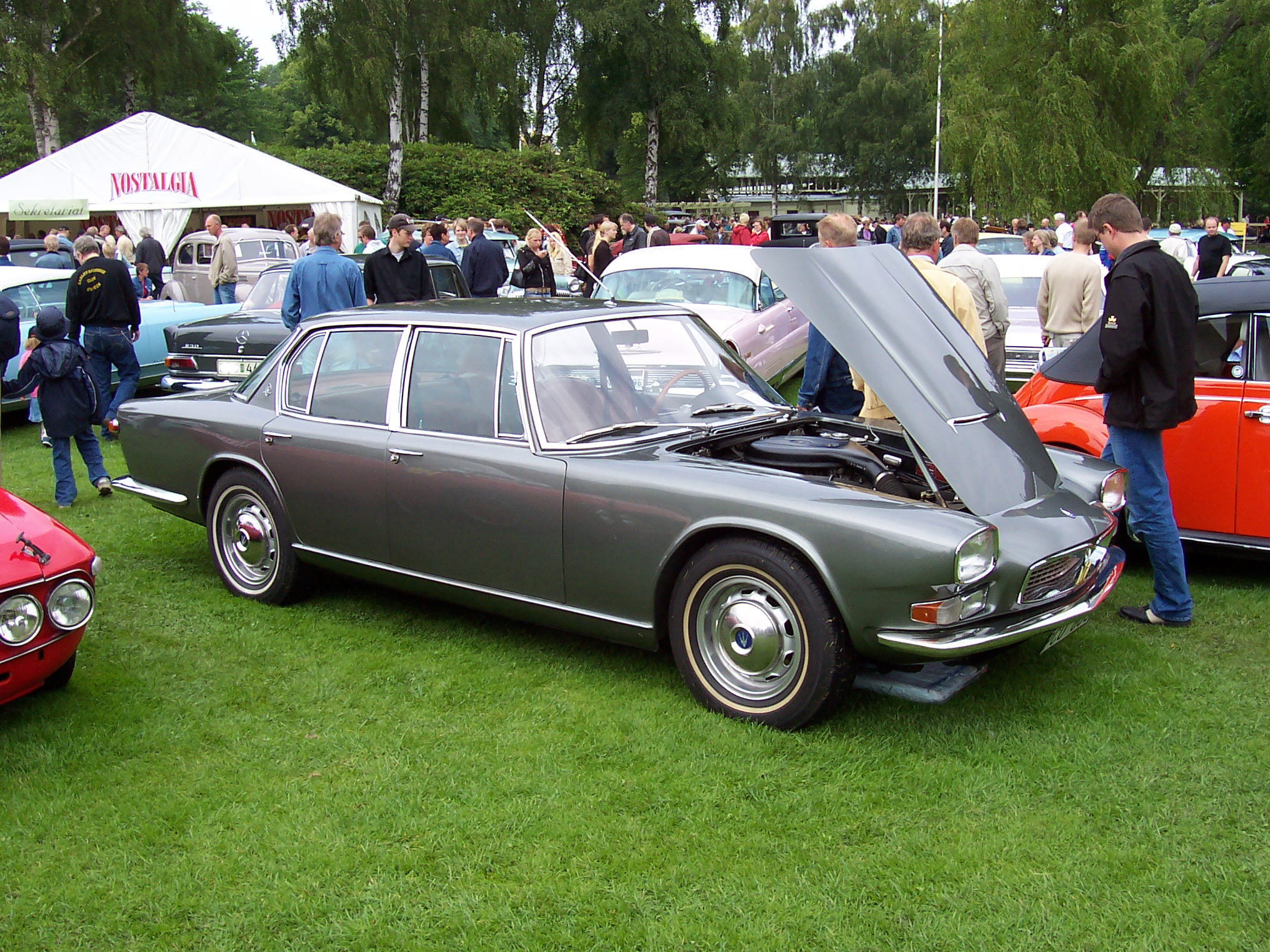
初代（角型2灯式の前期型）
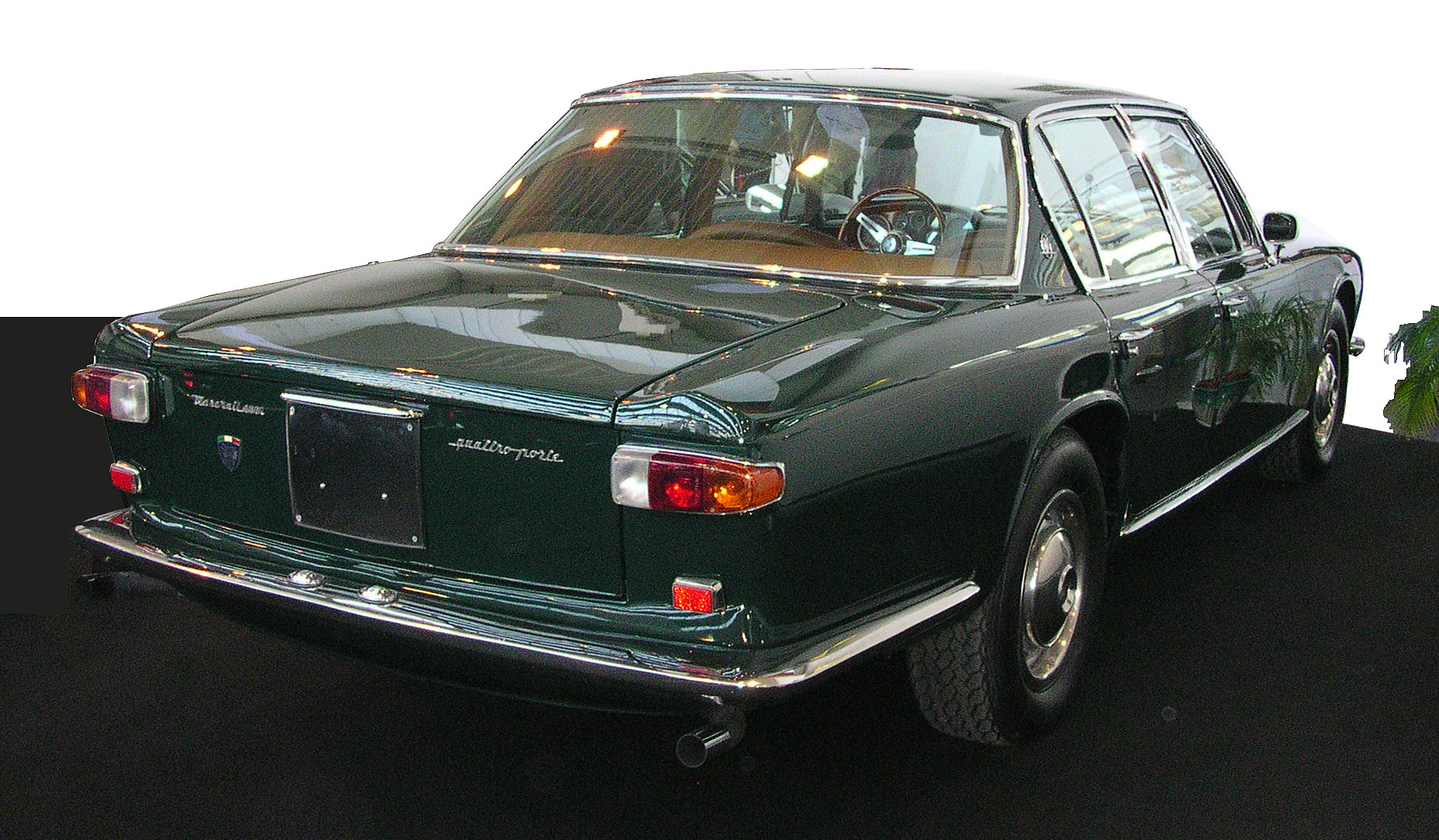
初代（リアビュー）
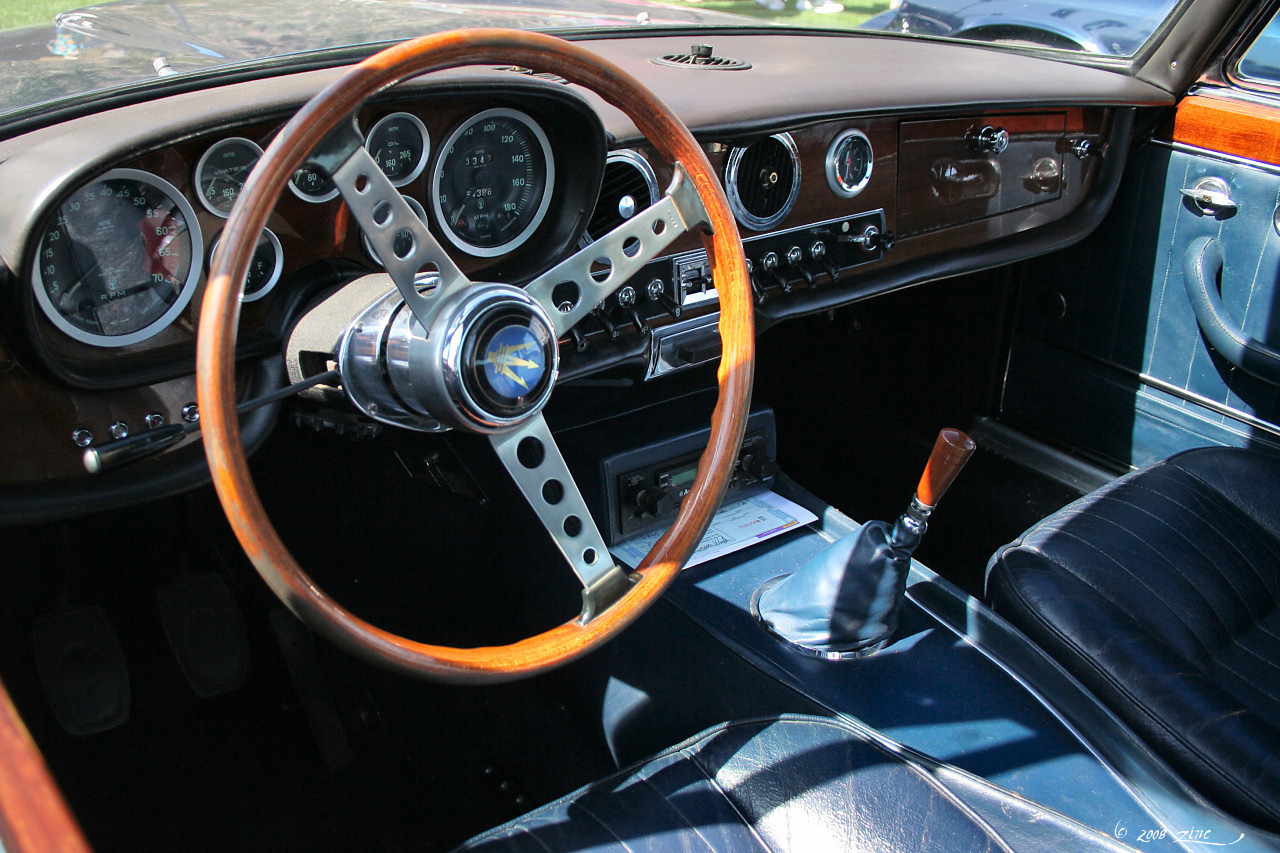
初代（後期型インテリア）

## 2代目（1974–1978年）

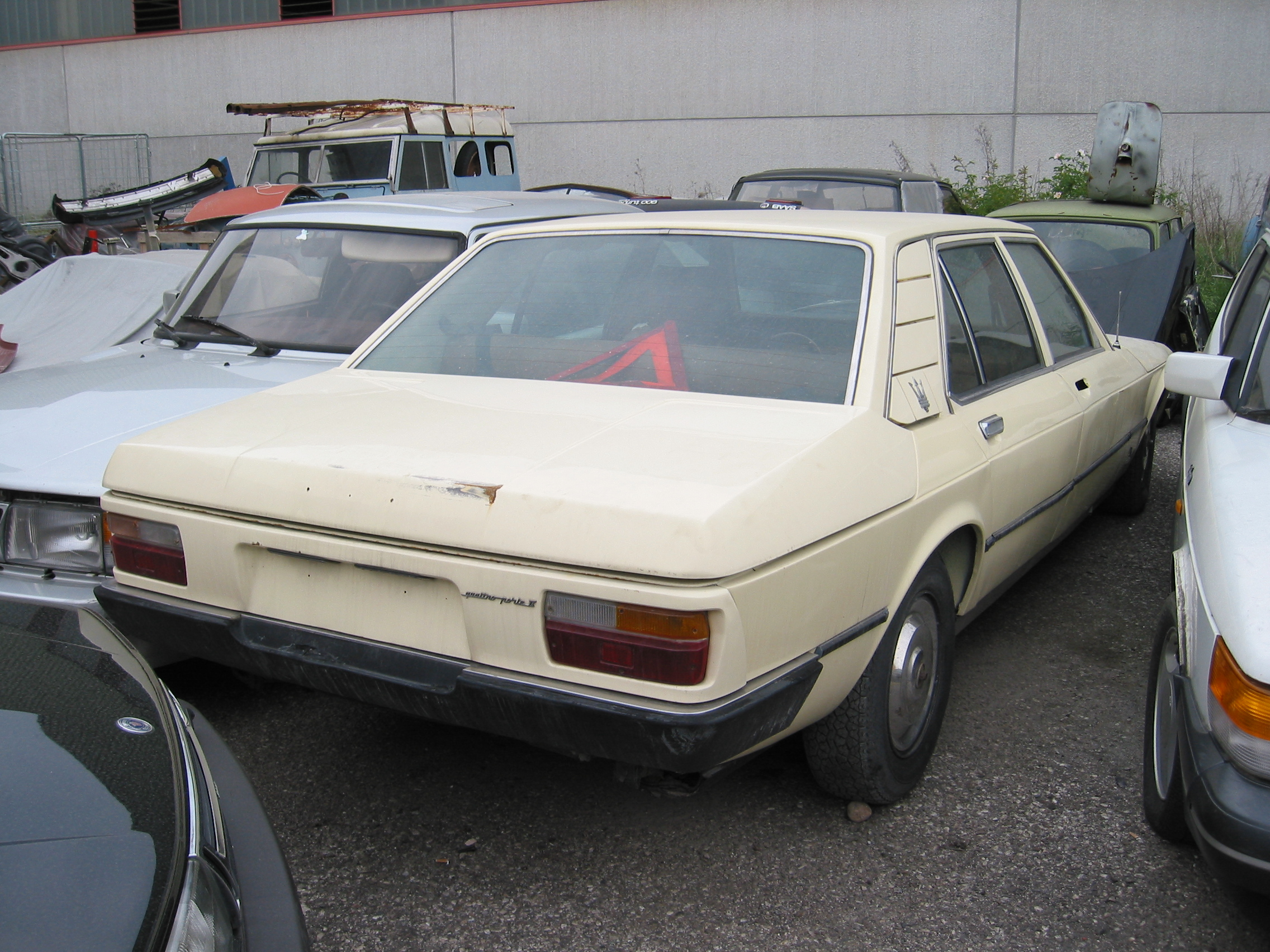
2代目のリアビュー

1968年にシトロエンの傘下に入ったマセラティが、初代の生産終了後5年を迎えた1974年のトリノ・モーターショーで、「クアトロポルテII」と命名しデビューさせた。シトロエン・SM のシャシーにベルトーネがデザインした4ドアボディを載せた、同社史上唯一のハイドロニューマチックサスペンション付きFWD車であった。
しかし、前年勃発した第一次オイルショック後の不況に加え、同社のメラクと同じV型6気筒エンジンが車重に対して相対的に力不足であったため、1978年までに僅か13台が受注生産されただけに終わった。

## 3代目（1979–1990年）

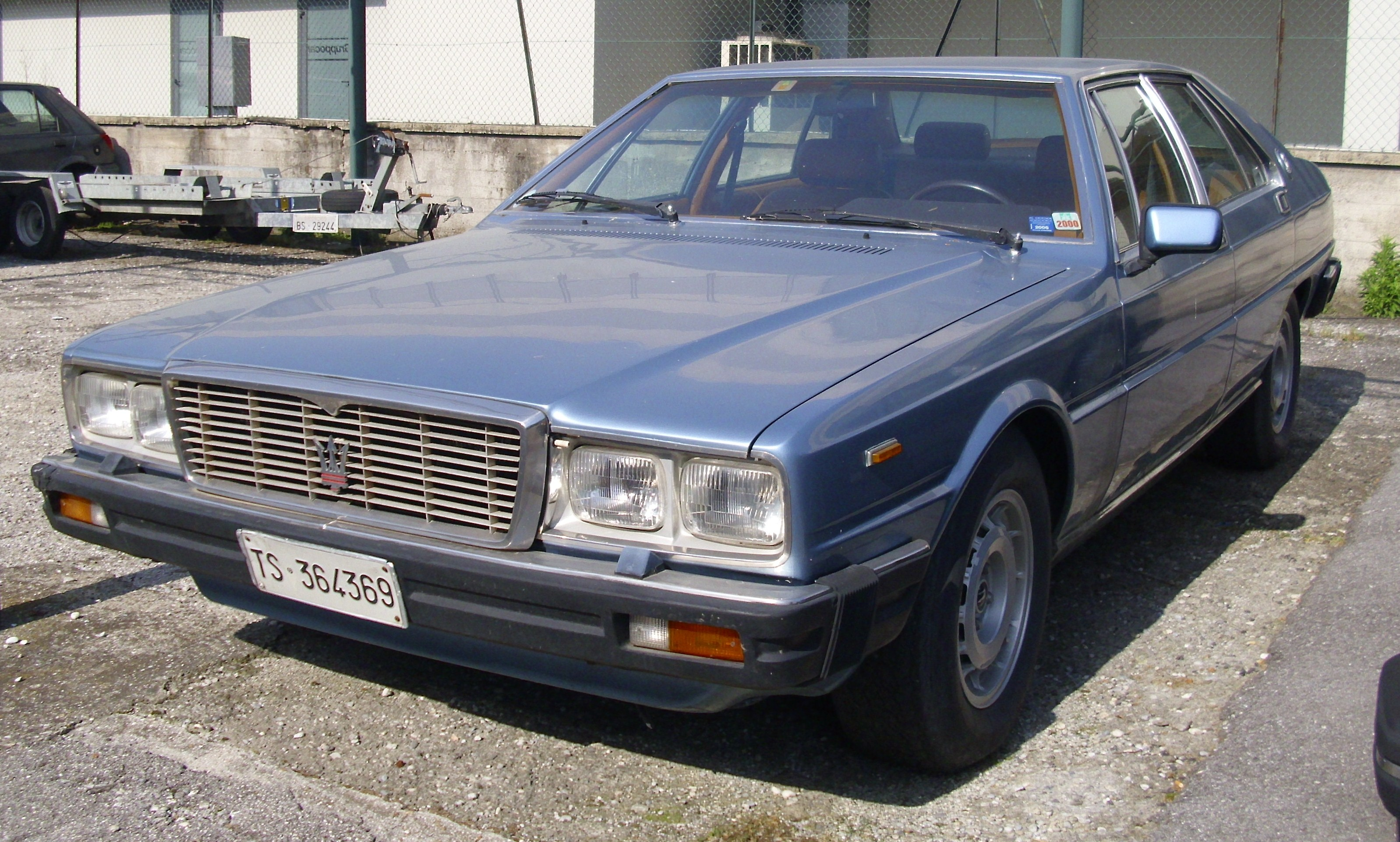
クアトロポルテIII

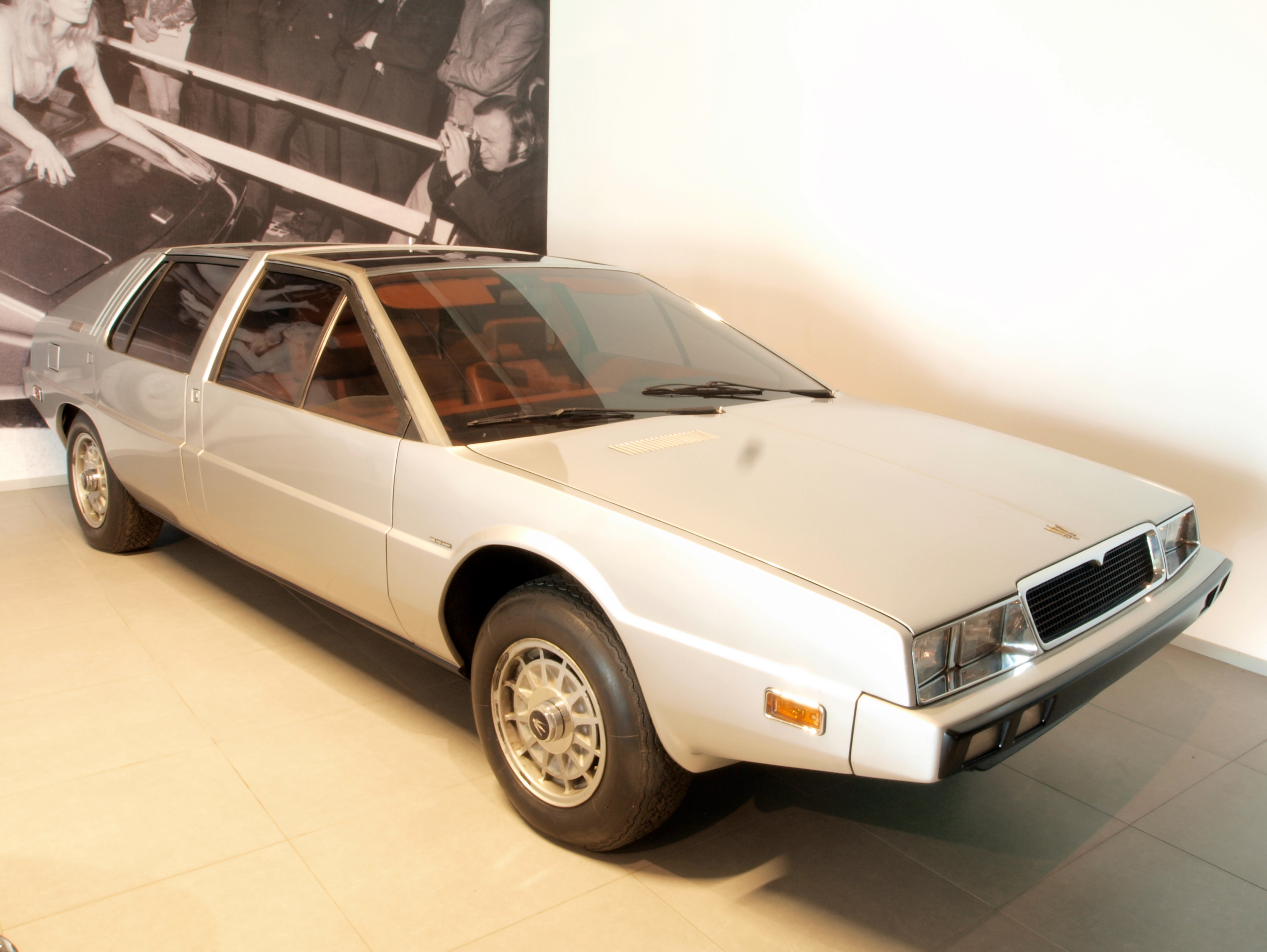
マセラティ メディチII

3代目は、イタルデザイン社のジョルジェット・ジウジアーロによる性能、高級感と実用性の組み合わせたコンセプトカー・メディチIIに近似した、直線基調で台形キャビンの重厚かつフォーマルなスタイリングで、1976年に発表された。全長491cm、全幅は189cmの大柄であるが、全高は138cmと低い。
マセラティをシトロエンから買収したデ・トマソにより、3代目は「クアトロポルテIII」と命名された。発表後は生産準備に手間取り、実際のデリバリーは1979年からとなった。
設計は再び手堅い手法に戻り、フロアパンは親会社となったデ・トマソの4ドアサルーン・ドーヴィルのホイールベースを延長したものが用いられた。サスペンションは前後ともダブルウィッシュボーンの独立型。エンジンは1950年代以来同社伝統となっているV型8気筒・4カムで、4,200cc/255馬力が標準、4,900cc/300馬力もオプションで用意された。4,900ccモデルの最高速度は230km/hと公表されていた。内装はウッドパネルや本革をふんだんに用いた豪華なものであった。
イタリアのスーパースポーツカーの伝統に則って設計され、メルセデス・ベンツ450SEL6.9を意識したビジネスマン向け高速サルーンとなった3代目は市場からの評価も高く、1984年までに1,876台が生産された。
ロワイヤル
1986年12月「マセラティ・ロワイヤル」と改称。大型バンパーやサイドシル、アロイホイール部分のステンレス製プレートや、ダッシュボード中央には楕円のラ・サール製金時計が初めて装備された、マセラティの記念碑的なモデル。
またリアシートには左右ドアにビルトインされたピクニックテーブルが装備されるなど、クアトロポルテIIIと比較しても、より豪華な装備となっている。完全受注生産となったものの、1990年までに53台が生産された。
リムジン
全長556cmまで引き延ばしたリムジンも製造された。
| 型式                | エンジン        | 最高出力                            | 最大トルク                               | 最高速度           |
| ------------------- | --------------- | ----------------------------------- | ---------------------------------------- | ------------------ |
| クアトロポルテ4200  | 4,136 cc 90° V8 | 255 PS (188 kW; 252 hp) / 6,000 rpm | 36 kg⋅m (353 N⋅m; 260 lb⋅ft) / 3,200 rpm | —                  |
| クアトロポルテ 4900 | 4,930 cc 90° V8 | 280 PS (206 kW; 276 hp) / 5,600 rpm | 40 kg⋅m (392 N⋅m; 289 lb⋅ft) / 30,00 rpm | 215 km/h (134 mph) |
| ロワイヤル          | 4,930 cc 90° V8 | 300 PS (221 kW; 296 hp) / 5,600 rpm | —                                        | 230 km/h (143 mph) |

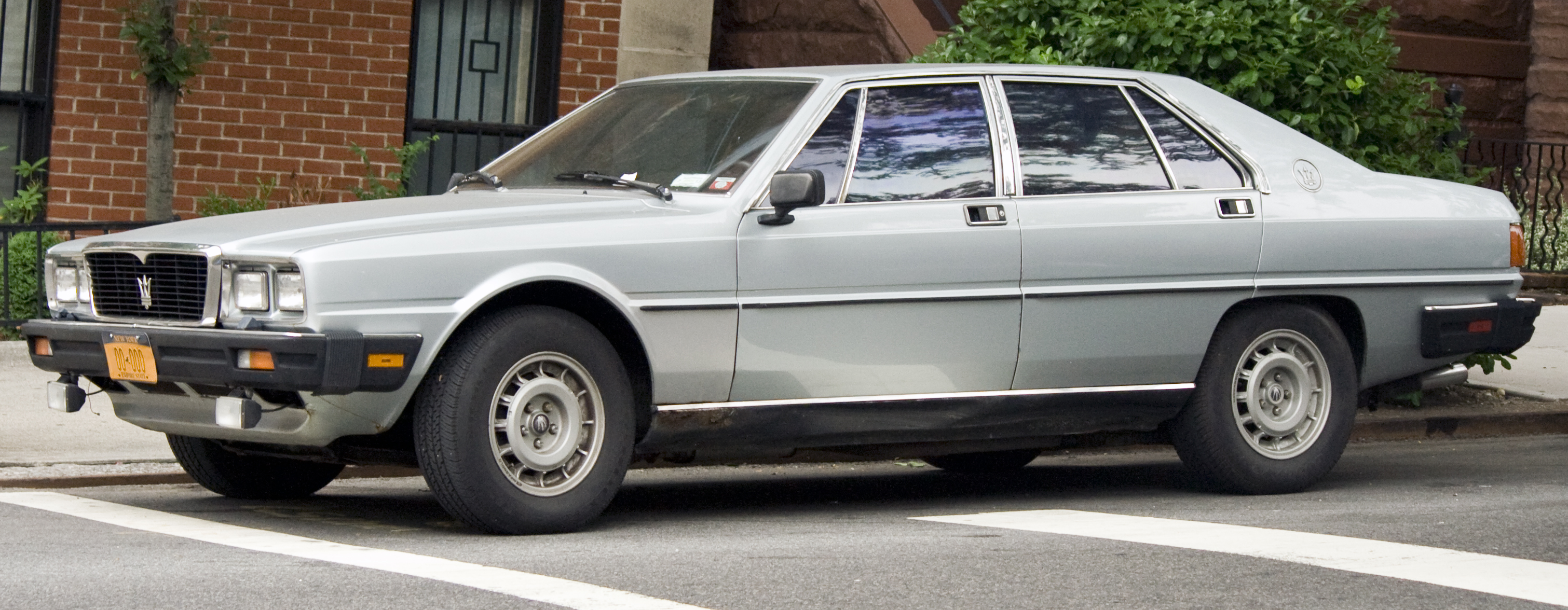
クアトロポルテIII（サイドビュー）
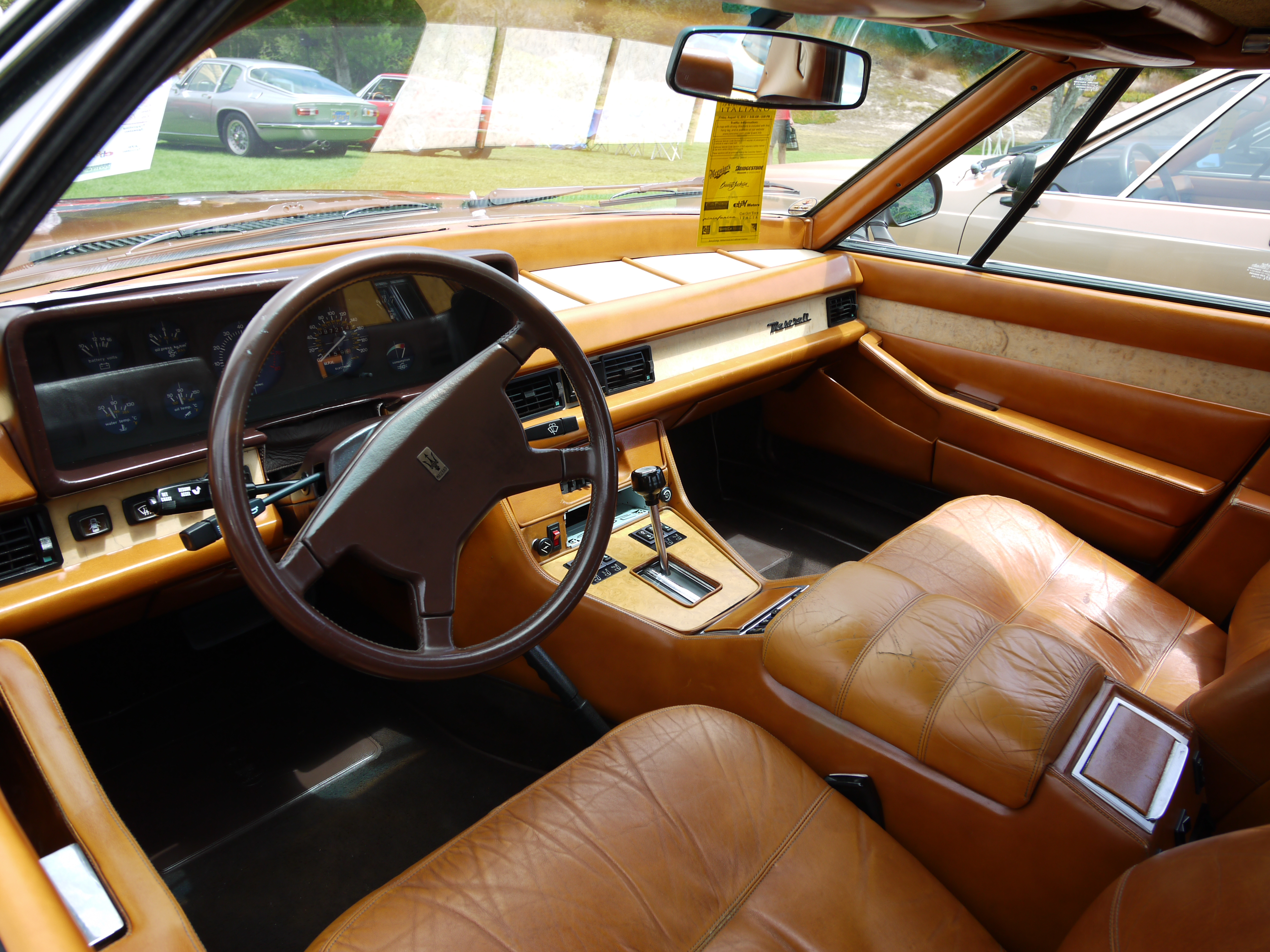
クアトロポルテIII（インテリア）
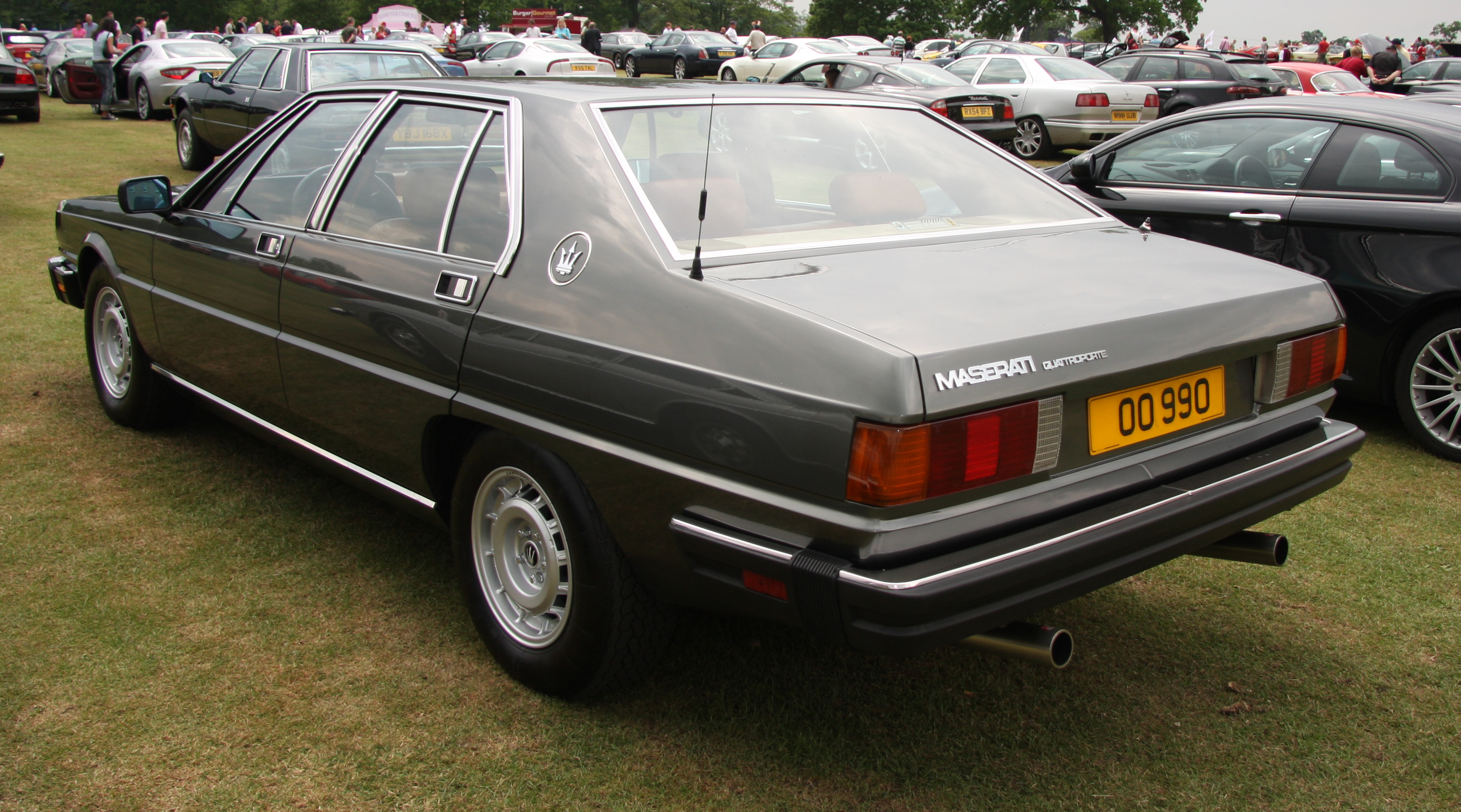
クアトロポルテIII（リアビュー）
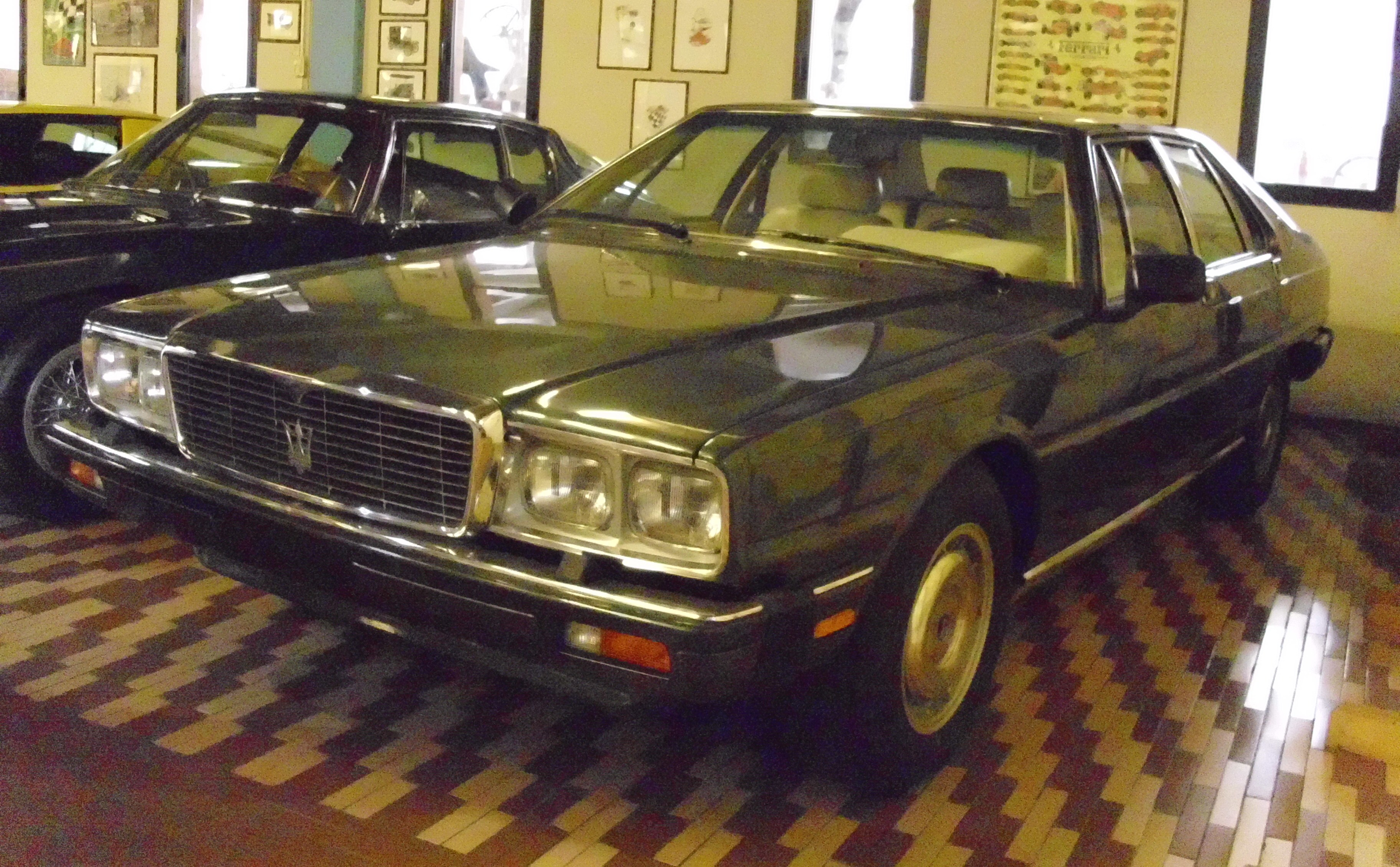
マセラティ・ロワイヤル

## 4代目（1994–2001年）
フィアットの傘下に入ったマセラティから1994年に登場した4代目（Tipo AM337）は、空力を考慮しつつウェッジを強調したマルチェロ・ガンディーニによるスタイリングをまとった。当時の同社主力車種であったビトゥルボのシャシーに基づくため、歴代クアトロポルテの中では最もコンパクトな車体サイズとなっている。
同社のギブリ（2代目）と共通のV型6気筒・DOHC24バルブのエンジンは2,790ccで280馬力、イタリア国内向け1,996ccでは306馬力を誇り、最高速度は3代目を大きく上回る260km/h（2.8L）に引き上げられた。1996年、シャマルと共通の3,217cc/336馬力V型8気筒ツインターボエンジンを搭載したモデルが追加され、最高速度は6速マニュアルで275km/h、4速オートマチックでも265km/hにまで上昇した。
1998年にマセラティがフェラーリの傘下となると、同社の技術が導入され、「クアトロポルテ・エヴォルツィオーネ（Quattroporte Evoluzione ）」が同年のジュネーブ・モーター・ショーにおいて発表された。ただし、新たに同社の経営者となったルカ・ディ・モンテゼーモロの意向で、ダッシュボード中央に設けられた、マセラティ・ロワイヤル以来同社のトレードマークのひとつであったラ・サール製のアーモンド型の金時計は外されてしまった。
当代より日本における代理店も代わり、コーンズとなった。

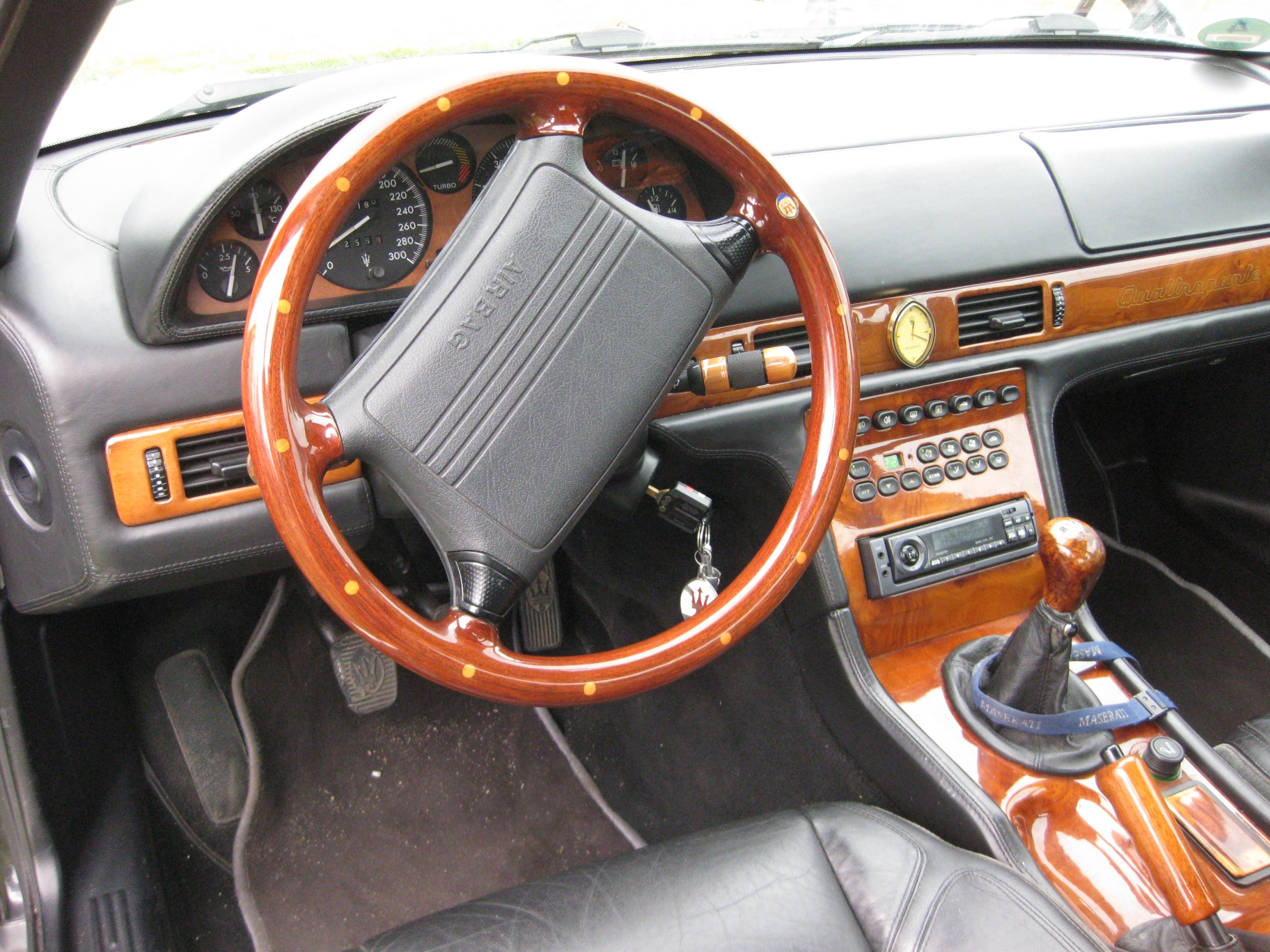
インテリア
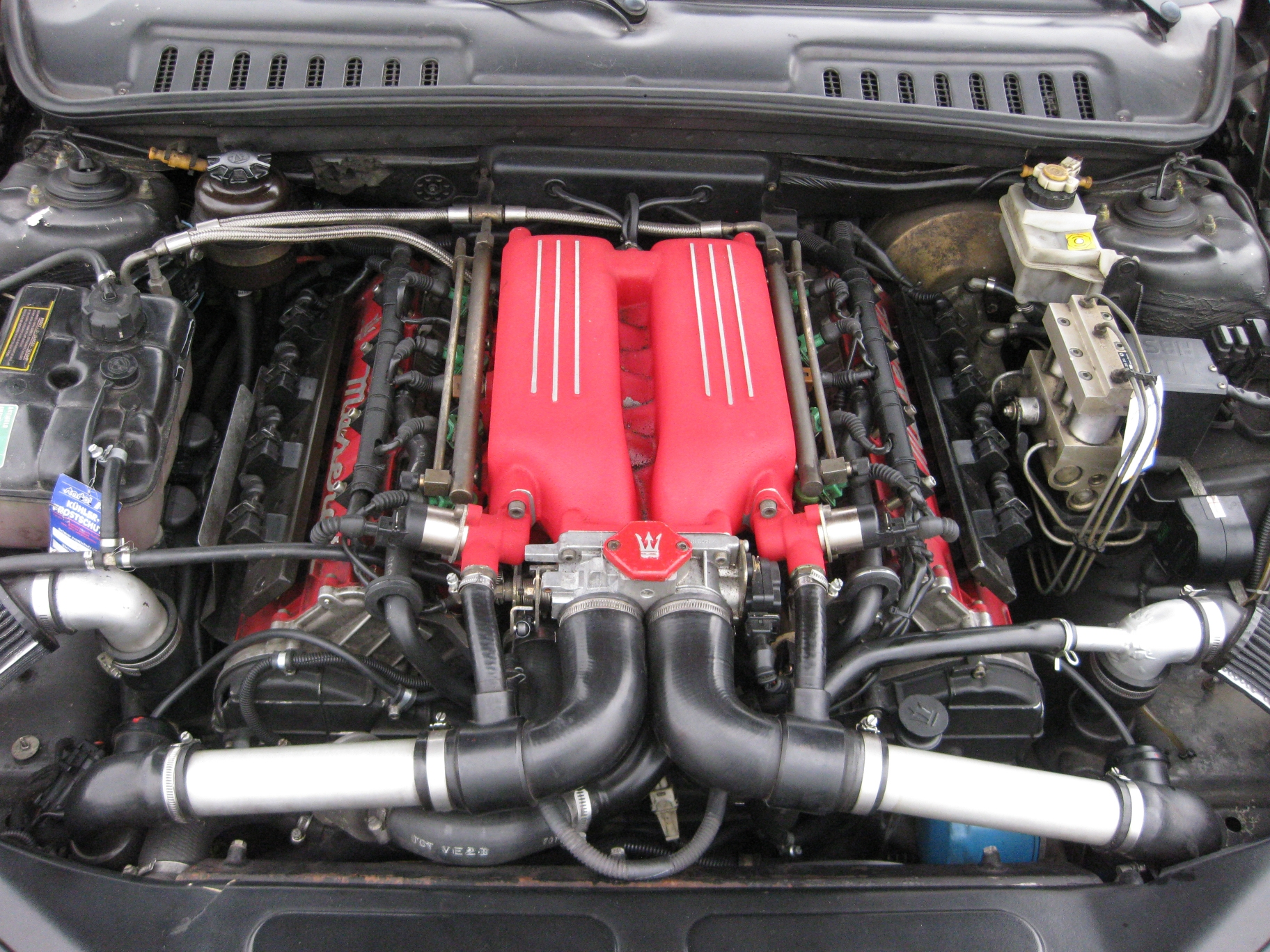
エンジン
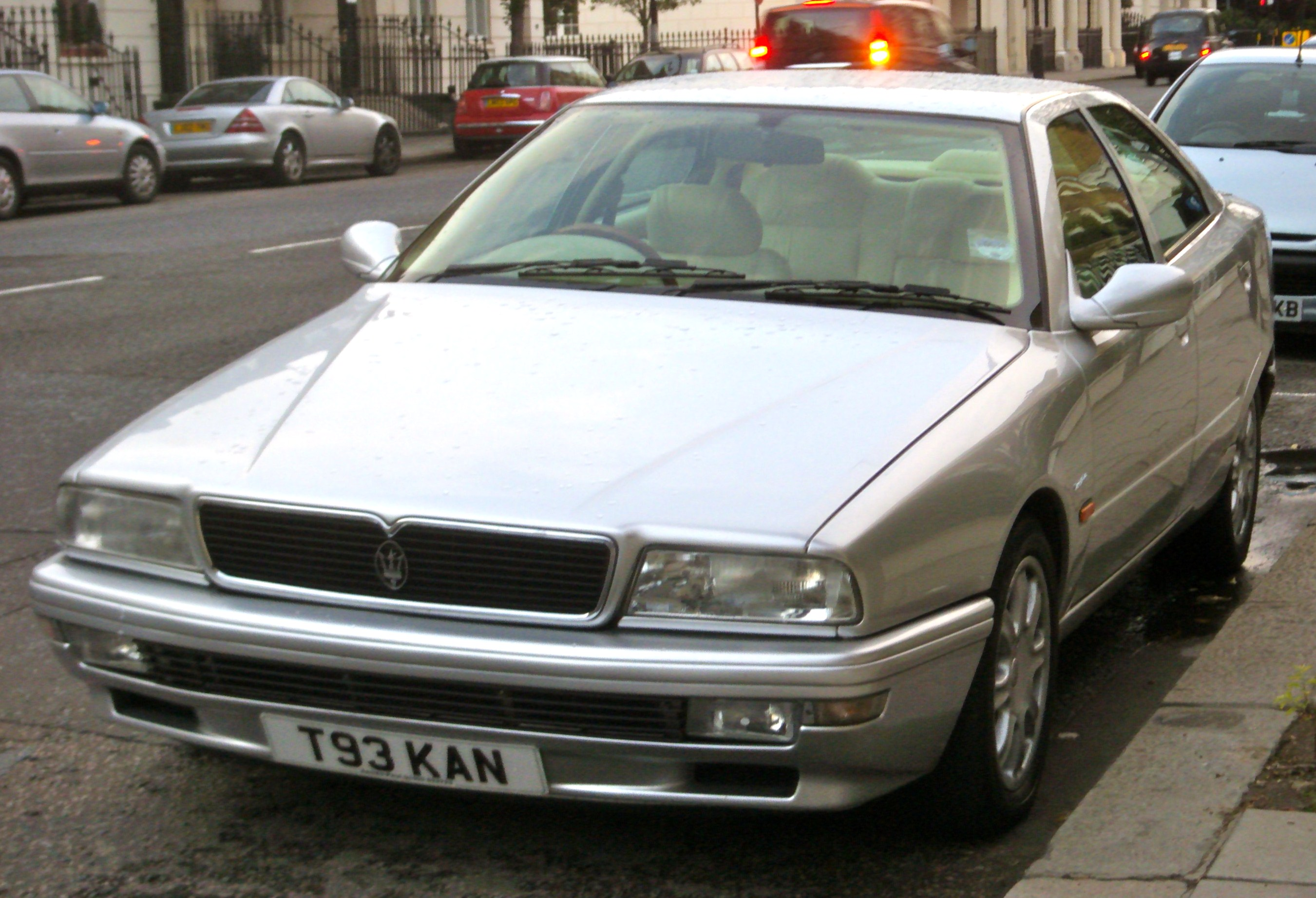
エヴォルツィオーネ

## 5代目（2004年-2012年）

### 概要
4代目の生産中止以降、しばらくラインナップから外されていたが、2003年9月に開催された第60回フランクフルトモーターショーで5代目となる新型が発表され、翌年春から欧州各国で順次デリバリーが開始された。
究極のイタリアンデザインを表現したとされる独特なエクステリアのデザインは、同社のモデルとしては半世紀ぶりにピニンファリーナが手がけたもので、当時同社に所属していた日本人カーデザイナー・奥山清行によるものである。
開発に際しては、当時マセラティの親会社の立場にあったフェラーリの技術を積極的に採り入れており、性能・信頼性の両面で従来モデルより大幅に進歩し、実際市場からも好評価を得た。基本モデルに搭載されるエンジンは4.2L/400馬力のV型8気筒・DOHC32バルブで、フェラーリ・F430に搭載されたものとベースは同じである。車両型式はGH-MQP。

### 詳細
発表当初のグレード展開は「デュオセレクト」（DuoSelect）と呼ばれるセミオートマチックトランスミッションを採用した「クアトロポルテ」の単一グレードのみであったが、後に幾つかのグレードが追加された。また市場の要望に応える形で通常のオートマチックトランスミッションも追加設定された。
全長は500cm超、全幅は約190cm、重量は約2tという巨体であるが、雑誌媒体などのインプレッションでは、同クラスのライバル車（メルセデス・ベンツ・Sクラス等）と比べて一回り小さな車体を操縦している感覚を伴うと評されている。これは同クラスの車両としては非常に珍しくエンジン搭載位置を完全にホイールベースの内側に収めたことが奏功していると考えられる。またトランスミッションについても、デュオセレクト搭載車はミッション本体をリヤアクスル直前に配置するトランスアクスル レイアウトを採用し、前後重量バランスが前:47、後:53と最適化されており、運動性能の向上に一役かっている。またオートマチック車はトランスミッションの搭載位置が通常通りエンジン後方とされているが、それでも重量バランスはスポーツカーとして理想的な値である前:49、後:51とされており、基本的なキャラクターはデュオセレクトと変わらない。
なお、内外装のカラーの選択肢が比較的多く、エクステリアだけでも10色以上のカラー選択が可能である。インテリアに至っては、シートの内側と外側で異なるカラーを選択でき、パイピングのカラー、ダッシュボードの上側と下側のカラー、ステアリングや天井やカーペットのカラー等、インテリアの大部分のカラーや素材を複数の選択肢から発注時に選択でき、これら組み合わせを全て合計すると、実に400万通りにもなる。またホイールデザインやブレーキキャリパーのカラーまでも選択でき、独自の個体に仕上げられる。また、旧来のマセラティのイメージからは想像に難い現代装備も揃えられている。一例として、電磁ラッチ式のドア・トランクオープナー（トランクにはオートクローズ機能付き）、室内赤外線感知センサー付きのセキュリティーシステム、電磁式パーキングブレーキ（自動解除機能付き）、リービングホーム機能（サイドミラーランプ付き）、レインセンサー式オートワイパー、オートライト、電子施錠グローブボックス、マッサージ機能・ベンチレーション機能付きシート、自動防眩ミラー、コンソール画面で任意に設定可能なオートロックや乗降時のコンフォートアクセス等、数々の快適装備が備えられた（一部オプション含む）。
市場からはその走行性能の高さや、ラグジュアリーな内装や数多くの快適装備、エレガントさとスポーティーさを兼ね備えた佇まい、そしてそれらが信頼性の高い技術の上に成り立っていること等から「4ドア版フェラーリ」と比喩された。事実、例えば日本においては、この5代目クアトロポルテの存在により、年間販売台数は記録を更新し続けている。また好調な売れ行きを背景に、当代をベースにした派生車種としてマセラティ・クーペの後継車の開発が始まり、2007年にグラントゥーリズモとして発表された。
5代目クアトロポルテは主要マーケット全体で好調な売れ行きを示し、2008年にはグラントゥーリズモの本格展開も手伝い、日本でも過去最大の販売台数を記録した。2008年10月には5代目初のマイナーチェンジが実施された。元々の評価が高く販売台数の低下も目立たなかったため、基本構造や機関類は踏襲され、内外装の意匠変化程度に留まった。但し前述のグラントゥーリズモのラインナップと同調させるため、排気量を4.7Lに拡大したモデルが新たに設定された。また「デュオセレクト」が需要減を背景にラインナップから外され、「オートマティック」のみとなった。

### パフォーマンス
クアトロポルテには、後に発表されたグラントゥーリズモにも搭載される90°V型8気筒エンジンが搭載されているが、デュオセレクト搭載車とAT車とで各種スペックの詳細が異なる。
|                    | 最高出力                    | 最大トルク              | 最高速度 | 0-100km/h加速 | 重量配分 |
| ------------------ | --------------------------- | ----------------------- | -------- | ------------- | -------- |
| セミオートマチック | 295kW（401英馬力）/7,000rpm | 451Nm（46kgm）/4,500rpm | 275km/h  | 5.2秒         | 47：53   |
| オートマチック     | 295kW（401英馬力）/7,000rpm | 460Nm（47kgm）/4,250rpm | 270km/h  | 5.6秒         | 49：51   |

### ラインナップ

#### マイナーチェンジ前
- クアトロポルテ（2003年9月-） - 基本モデル。トランスミッションは6速セミオートマチックトランスミッションの「デュオセレクト」。2003年9月に開催された第60回フランクフルトモーターショーで発表された。
- クアトロポルテ スポーツGT（2005年9月-）- スタイリングとドライバーズカーとしてのパフォーマンスを求めるユーザーのために開発されたモデル。エクステリアにはブラッククローム加工が施されたメッシュのラジエーターグリルやサイドグリル、赤いラインの縁取りが施されたトライデント・エンブレム、“Sport GT”エンブレムが装着されたBピラー、ダーククローム加工が施された20インチホイールなど、専用のデザインが採用されているほか、インテリアには炭素繊維製のインストルメントパネル・フィニッシャー、アルミニウム製のペダルなどエクステリア同様に専用の装備が装着されている。機構面でも、専用のセッティングが施されたトランスミッションやエキゾーストマニホールド、スカイフック・サスペンションなど運動性能を強化する専用のテクノロジーも採用されている。2005年9月に開催された第62回フランクフルトモーターショーで発表された。
- クアトロポルテ エグゼクティブGT（2005年9月-） - スタイリングとパッセンジャーカーとしてのラグジュアリーを求めるユーザーのために開発されたモデル。エクステリアにはクローム加工が施されたメッシュのラジエーターグリルとサイドグリル、“Executive GT”エンブレムが装着されたBピラー、ポリッシュ加工が施された19inホイールなど、専用のデザインが採用されているほか、インテリアにはウッドとレザーのコンビタイプステアリング、リアシート・コンフォートパックのほか、内装材と同じウッド製の折り畳み式リアテーブル、アルカンターラ製のルーフライニングなどエクステリア同様に専用の装備が装着されている。2005年9月に開催された第62回フランクフルトモーターショーで発表された。
  - オートマチックの追加（2007年1月-） - 2007年1月に開催された北米国際オートショーでは、新たにZFと共同開発した6速ATを採用した「クアトロポルテ オートマティック」が追加された。これにより「クアトロポルテ デュオセレクト」及び「クアトロポルテ オートマティック」の各ベースグレードに「エグゼクティブGT」「スポーツGT」を設定した計6モデルがラインナップされることとなった。

「オートマティック」の追加設定は米国市場への本格進出を目論んでの戦略であり、「特に低速域ではデュオセレクトよりも運転し易い」という理由により一般受けすることとなり、結果的に日本でもオートマチックを選択する購入者の割合が圧倒的となった。前述の通りオートマチックトランスミッション搭載位置はデュオセレクトの「リアアクスル前方」から「エンジン後方」に移動されている。しかしデュオセレクトからの変更点はそれだけではなく、トランスアクスルをやめても前後重量配分を適正化するためエンジン自体の搭載位置を更に後方に変更。またデュオセレクトのドライサンプ方式に対し通常のウェットサンプ方式に改められている。エンジン自体の出力特性も僅かではあるが低回転域のトルクを重視したセッティングに再調整されている。
- クアトロポルテ スポーツGT S（2007年9月-）-「スポーツGT」をベースに各部を更にスポーティ・ラグジュアリーに仕上げた最上位グレード。2007年9月に開催されたフランクフルトモーターショーで発表された。

スカイフック・サスペンションをシングルレートダンパーに変更した“パッシブ・ダンピング・サスペンション・システムの採用により足回りが固められ、同時に車高をフロントで10mm、リアで25mm下げて低重心化が図られている。ピレリ製タイヤも専用設計で、フロント245/35R20、リア295/30R20となり、リヤはサイズが拡大されている。またブレーキはブレンボとの共同開発により世界で初めてアルミと鉄の複合素材で作られたローターを採用。高温下での耐フェード性に優れる他、軽量化を図りながらもディスクはφ330mmからφ360mmへと拡大され、キャリパーも1ピース構造の6ポットとされて制動能力は更に増大されている。
エクステリアではドアハンドルがボディと同色塗装とされ、サイドウィンドー周囲のモールやエキゾーストパイプもブラッククローム塗装となる等、差別化が図られている。インテリアにはアルカンターラ製のルーフライニングとシート中央部とステアリングのアルカンターラが標準装備とされ、フロントシートの形状自体も、よりサポート性の高いデザインへと変更されている。トランスミッションはオートマチックのみの設定。
日本では2008年春より販売開始。
- クアトロポルテ コレッツィオーネ セント（2008年1月-）- 2008年1月に開催された北米国際オートショーで追加。デュアル・モニターLCD 10.4inヘッドレストタッチスクリーンやアームレスト収納式Bluetoothキーボードなど専用の装備を装着し、モバイルオフィス環境やエンターテイメント設備が高められた。ただし日本では正式ラインナップの扱いにはなっていない。

#### マイナーチェンジ後

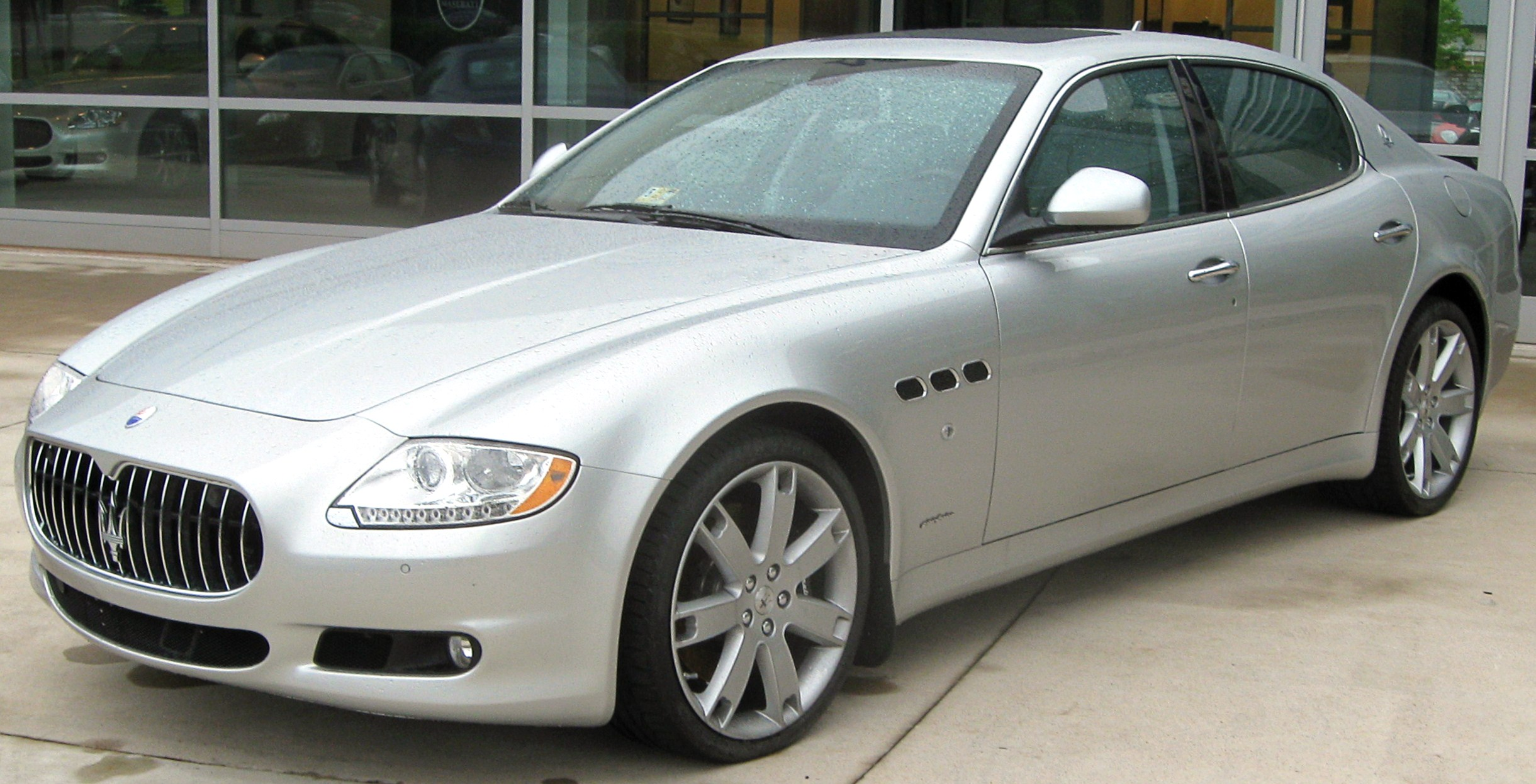
5代目（マイナーチェンジ後）

マイナーチェンジにおける具体的な変更点は以下の通りである。
- エクステリア - フロントノーズ部分が前面に張り出し、それに合わせてバンパーの形状と、グリルのデザインが横格子から縦格子へと変更された。ヘッドライトもLEDのポジショニングランプを組み込んだものとなった。これは同社のグラントゥーリズモとのイメージの共通化が目的の一つであるとされる。他にもサイド・リヤスカートやサイドミラーのデザインが変更され、テールランプもLEDに変更された。
- インテリア - ナビゲーションシステムの進化に伴い、周辺のレイアウトが若干変更となった他、シートデザインの一部変更や、内装色・素材等の一部変更程度に留まった。

MC発表当初のグレード展開は「クアトロポルテ」と、排気量を4.7Lに拡大した新グレード「クアトロポルテS」の2種。後に「クアトロポルテS」を基にパフォーマンスを更に向上させた「クアトロポルテ スポーツGT S」が追加された。

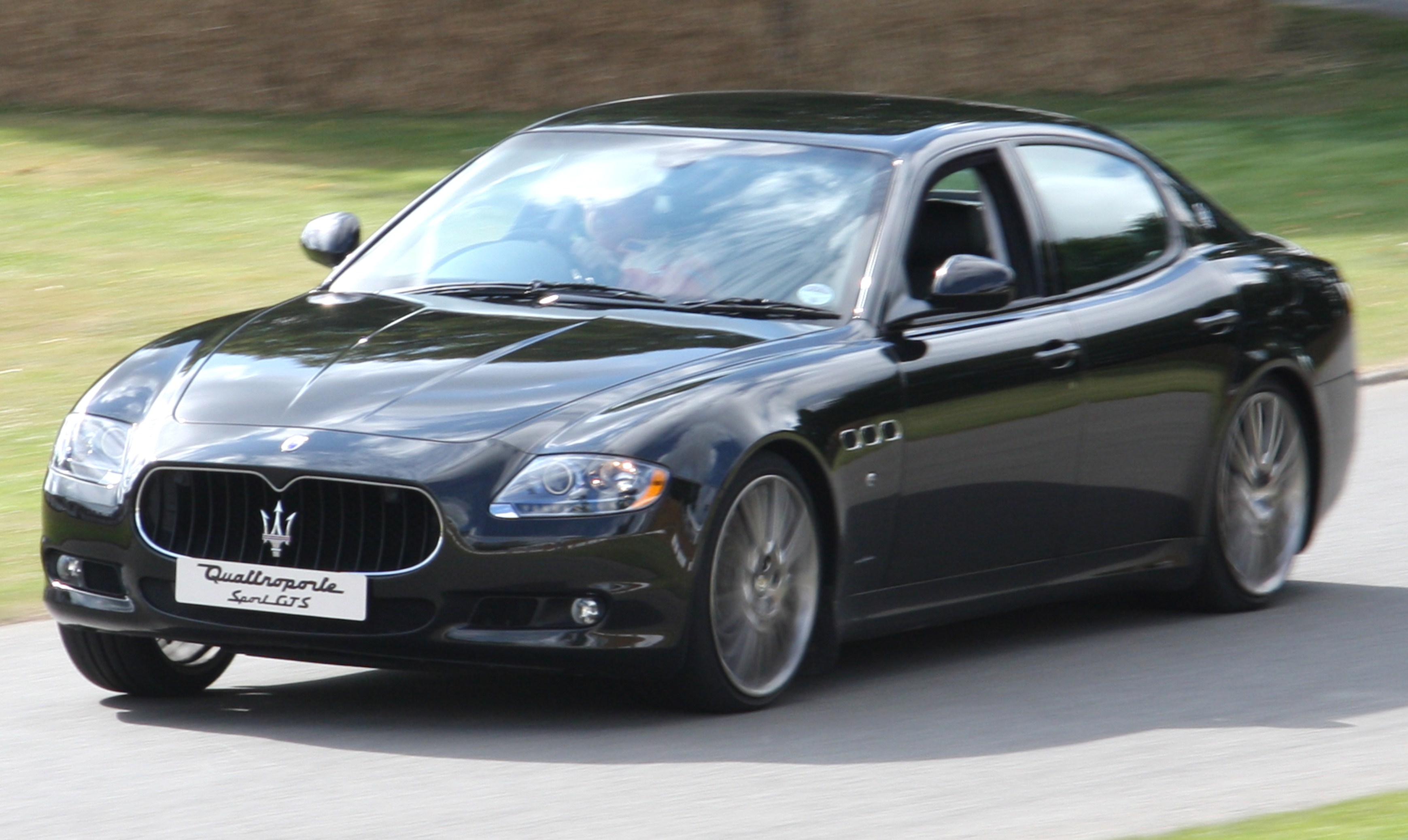
5代目（マイナーチェンジ後のスポーツGTS）、2009年グッドウッド・フェスティバルにて

- クアトロポルテ（2008年10月-）- マイナーチェンジ後のスタンダード・モデル。
- クアトロポルテS（2008年10月-）- 運動性能を向上させたパフォーマンスモデルで、エンジンがノーマルの4.2Lからグラントゥーリズモ Sに搭載されていた4.7Lに拡大され、出力が400馬力から430馬力まで上がっている他、トランスミッションもマネジメントシステム変更により変速速度が若干向上した。
- クアトロポルテ スポーツGT S　2009年1月-）- 2009年1月に開催された北米国際オートショーで発表されたモデル。
Sをベースに排気系の改良により出力が若干向上し（430馬力→440馬力）、トランスミッションもマネジメントシステム変更により変速速度が更に向上した。またスカイフック・サスペンションをシングルレートダンパーに改め、ダンパーとスプリングを硬め、車高も落とされた。
内外装では、フロントグリルがブラック塗装となり形状も逆スラント（凸型から凹型）に変更され、トライデントロゴにも赤いラインが配され、ヘッドライトの仕上げはメタリックチタン塗装となった。さらにドアハンドルもボディ同色塗装とされ、20インチホイールは専用デザインとされた。またインテリアでは、シートが同社の頭文字である“M”をあしらった縫い目の物が標準設定とされ、またインストゥルメントパネルはチタン系複合素材である“チタンテックス”が標準装備とされた。

## 6代目（2013年-）
2013年1月に開催された北米国際オートショーで6代目となる新型モデルが発表された。

### 日本市場での歴史
2013年4月、日本市場で発表され、「クアトロポルテGT S」が導入された。